# Försiktighetsprincipen
Försiktighetsprincipen innebär att handla på ett sådant sätt att risker undvikes. Ordet används inom flera olika områden. 

## Miljöpolitik
Försiktighetsprincipen för risk management säger att när osäkerhet råder om huruvida exempelvis en ny teknik, eller en politisk åtgärd kan skada allmänheten eller miljön, och vetenskaplig konsensus saknas om tekniken eller åtgärden är farlig, skall tekniken eller åtgärden betraktas som farlig. Bevisbördan faller på verksamhetsutövaren, och på dem som hävdar dess ofarlighet.  
Vissa definitioner och juridiska överenskommelser är exempel på den svaga försiktighetsprincipen, vilken tillåter preventiva åtgärder när osäkerhet råder om farligheten, men inte kräver åtgärder. Den ger utrymme för en viss skälighetsbedömning.
Andra definitioner är exempel på den starka försiktighetsprincipen, som innebär att en verksamhet måste upphöra närhelst potentiella skadeeffekter är okända, oavsett kostnad. Det innebär även att en verksamhetsutövare har ett juridiskt ansvar att välja det säkra alternativet före det osäkra vid en åtgärd, om åtgärden riskerar att innebära skada för människors hälsa eller miljö. Kunskapsbrist ska inte kunna användas som ett skäl för att inte använda sig av kostnadseffektiva skyddsåtgärder.

### I internationella överenskommelser
En globalt accepterad definition återfinnes i Riodeklarationen om miljö och utveckling från 1992, princip 15:
"För att skydda miljön, skall försiktighetsprincipen tillämpas allmänt av stater i enlighet med deras förmåga. Om hot om allvarlig eller oåterkallelig skada uppstår, skall brist på fullständig vetenskaplig säkerhet inte användas som ett skäl att skjuta upp kostnadseffektiva åtgärder för att förhindra miljöförsämring."

### I europeisk lagstiftning
Europeiska kommissionen utfärdade regler om försiktighetsprincipen  den 2 februari 2000, till att börja med i miljöpolitiken. Ett förfarande för tillämpningen av detta begrepp formulerades, men utan att ge en detaljerad definition av begreppet. Punkt 2 i artikel 191 i fördraget om Europeiska unionen säger att:
"Unionens miljöpolitik ska syfta till en hög skyddsnivå med beaktande av de olikartade förhållandena inom unionens olika regioner. Den ska bygga på försiktighetsprincipen och på principerna att förebyggande åtgärder bör vidtas, att miljöförstöring företrädesvis bör hejdas vid källan och att förorenaren ska betala.
I detta sammanhang ska de harmoniseringsåtgärder som motsvarar miljöskyddskraven i förekommande fall innehålla en skyddsklausul som tillåter medlemsstaterna att av ickeekonomiska miljömässiga skäl vidta provisoriska åtgärder, som ska vara föremål för ett kontrollförfarande på unionsnivå."
Principen har därefter kommit att tillämpas i EU även om politiska områden utanför miljöpolitiken. Från och med 2006 har principen integrerats i EU:s lagar i frågor som allmän produktsäkerhet, användningen av tillsatser för användning i foder, förbränning av avfall, och regleringen av genetiskt modifierade organismer (GMO). Genom dess tillämpning i prejudicerande fall har det blivit en allmän princip i EU-rätten.

### I svensk miljölagstiftning
Så här definieras försiktighetsprincipen i den svenska Miljöbalken (2 Kap 3 §):
"Alla som bedriver eller avser att bedriva en verksamhet eller vidta en åtgärd skall utföra de skyddsåtgärder, iaktta de begränsningar och vidta de försiktighetsmått i övrigt som behövs för att förebygga, hindra eller motverka att verksamheten eller åtgärden medför skada eller olägenhet för människors hälsa eller miljön. I samma syfte skall vid yrkesmässig verksamhet användas bästa möjliga teknik. Dessa försiktighetsmått skall vidtas så snart det finns skäl att anta att en verksamhet eller åtgärd kan medföra skada eller olägenhet för människors hälsa eller miljön".

## Ekonomi
Försiktighetsprincipen är inom ekonomin en redovisningsprincip som innebär att alla värderingar i räkenskaperna ska göras med rimlig försiktighet. Tillgångars och skulders värden är beroende av framtida händelser. Vid osäkerhet ska man i allmänhet välja en lägre värdering av tillgångar och en högre värdering av skulder.

## Folkrätt
Inom folkrätten innebär principen att de stridande ska vidta alla rimliga åtgärder för att begränsa skadorna på civila personer och civil egendom. Val av vapen och angreppsmetod, liksom även valet av vilket militärt mål som ska bekämpas är exempel på val som påverkas av principen.